# Piedras de Ale

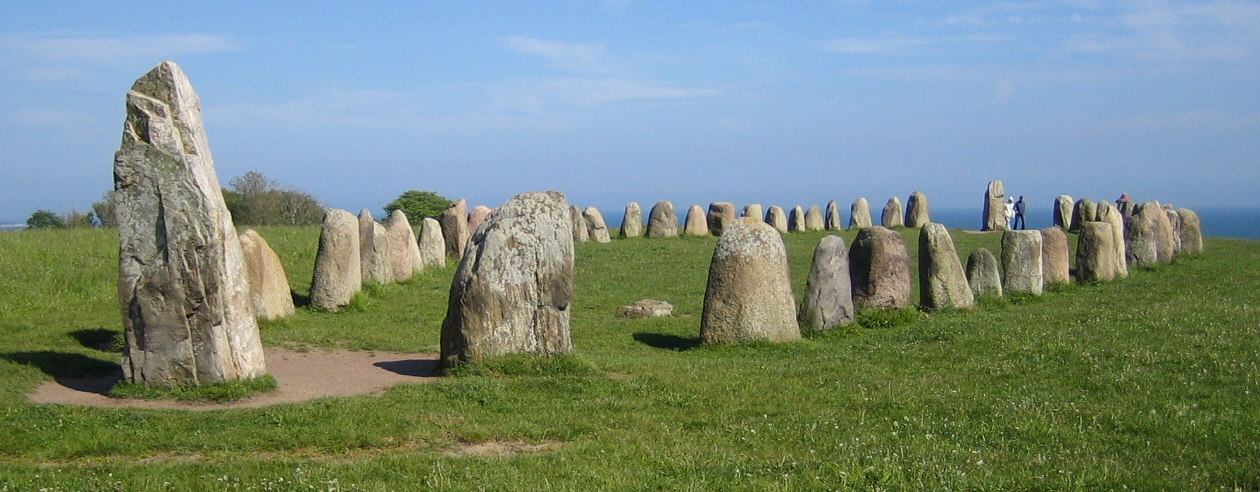
El monumento de las piedras de Ale, en Kåseberga, Suecia.

Las piedras de Ale (o Ales stenar en sueco) es el nombre de un conjunto megalítico de 67 metros de longitud que se encuentra cerca de Ystad, en la región de Escania, en el sur de Suecia. Está formado por 59 bloques de granito alineados en forma de barco. 
Según el folclore de la región, bajo el monumento se encuentra enterrado el legendario rey Ale el Fuerte.[cita requerida] Las estimaciones más fiables realizadas mediante la técnica del carbono 14 sitúan su creación hace unos 1400 años, hacia el final de la Edad del Hierro nórdica, en el año 600 d. C. aproximadamente.
A finales de 2012, nuevas excavaciones realizadas cerca del conjunto descubrieron, a unos 50 metros de distancia, los restos de un dolmen de 22×10 m que data de antes de 2580-2460 a. C. y que posiblemente había sido destruido posteriormente para ser utilizado para formar parte del conjunto.

## Localización
El conjunto se encuentra situado en el término de Kåseberga, asomado al mar Báltico, a 10 kilómetros hacia el sureste de la ciudad de Ystad, en la región de Escania, en el sur de Suecia.

## Conjunto de piedras
El barco que se dibuja con los bloques de piedra tiene unas dimensiones de 67 metros de longitud en su eje más largo por 19 metros de ancho. Cuatro de las piedras, incluyendo las que forman la proa y la popa, son de arenisca blanca, traídas de unos 40 kilómetros de distancia, mientras las demás piedras son de granito, gneiss, pórfido, y anfibolitas.

## Origen
Como con casi cualquier otro monumento megalítico ha habido bastante especulación sobre el origen y significado de las piedras de Ale. La mayoría de las construcciones de tipo barco se consideran monumentos funerarios, y en muchos de los yacimientos de este tipo que hay en Escandinavia se han encontrado efectivamente tumbas de una o varias personas. Aun así, en el área que rodea a las piedras de Ale en la que se han realizado excavaciones arqueológicas no se ha identificado de manera totalmente cierta ninguna tumba.
Una teoría es que si el monumento en forma de barco no fuera un lugar de enterramiento podría haber sido construido en honor a la tripulación de algún barco que pereciera en el mar. Otra teoría dice que el barco fue construido como calendario, para determinar ciertas fechas a lo largo del año. La alineación de las piedras en relación con el sol es tal que el sol se pone sobre la punta noroeste del monumento durante el verano, y sale por la punta opuesta en invierno.

## Excavaciones
Durante las excavaciones llevadas a cabo para intentar datar científicamente el origen del monumento, en 1989, los arqueólogos encontraron dentro de la forma del barco una vasija decorada hecha de barro y con restos de huesos humanos calcinados en su interior.
Se piensa que los huesos provienen de una pira y que fueron colocados en la vasija en una fecha posterior al origen del monumento. De hecho los contenidos de la vasija pertenecen a varias épocas: hay material datado entre como de entre 330 y 540 d. C. y también hay restos del entre el año 540 y el 650 d. C.